# Rockridge (BART)
Rockridge es una estación en la línea Pittsburg/Bay Point–SFO/Millbrae del BART. La estación se encuentra localizada en 5660 College Avenue en Oakland, California. La estación Rockridge fue inaugurada el 21 de mayo de 1973. El Distrito de Transporte Rápido del Área de la Bahía es la encargada por el mantenimiento y administración de la estación.

## Descripción
La estación Rockridge cuenta con 1 plataforma central y 2 vías. La estación también cuenta con 903 de espacios de aparcamiento.

## Conexiones
La estación es abastecida por las siguientes conexiones de autobuses: 
- AC Transit: Rutas 49, 51A, 51B (local); E* (Transbay); 851 (All Nighter)
*La ruta se para en Claremont & College Avenue, y opera de lunes a viernes solamente